# Femårsberättelser för Stockholms län
Femårsberättelser för Stockholm län, egentligen K. M:ts befallningshafvandes femårsberättelser i Stockholms län, är den allmänna benämningen på de berättelser över länets ekonomiska tillstånd, som landshövdingen efter utgången av varje femårsperiod sände in till regeringen och därefter trycktes av Statistiska centralbyrån (Bidrag till Sveriges officiella statistik. Litt. H.) 

## Förteckning
Alla berättelserna har digitaliserats av Statistiska Centralbyrån och finns tillgängliga i fulltext.

### Den äldre serien
- Kongl. Maj:ts befallningshafvandes i Stockholms län till Kongl. Maj:t afgifne femårsberättelse för åren... Stockholm. 1823-1857
- 1822. 1823. Libris 2419203. http://www.scb.se/H/Officiell%20statistik%201811-1860/Fem%c3%a5rsber%c3%a4ttelser%201817-1855/Fem%c3%a5rsber%c3%a4ttelser%20Stockholms%20l%c3%a4n%201817-1855/Befallningshavandes-femarsberattelse-1817-1821-i-03-Stockholms-lan.pdf Arkiverad 18 maj 2015 hämtat från the Wayback Machine. - Omfattar åren 1817-1821.
- 1828. 1829. Libris 2418774. http://www.scb.se/H/Officiell%20statistik%201811-1860/Fem%c3%a5rsber%c3%a4ttelser%201817-1855/Fem%c3%a5rsber%c3%a4ttelser%20Stockholms%20l%c3%a4n%201817-1855/Befallningshavandes-femarsberattelse-1823-1827-i-03-Stockholms-lan.pdf Arkiverad 18 maj 2015 hämtat från the Wayback Machine. - Omfattar åren 1823-1827.
- 1828, 1829, 1830, 1831 och 1832. 1834. Libris 10495666. http://www.scb.se/H/Officiell%20statistik%201811-1860/Fem%c3%a5rsber%c3%a4ttelser%201817-1855/Fem%c3%a5rsber%c3%a4ttelser%20Stockholms%20l%c3%a4n%201817-1855/Befallningshavandes-femarsberattelse-1828-1832-i-03-Stockholms-lan.pdf Arkiverad 18 maj 2015 hämtat från the Wayback Machine.
- 1833, 1834, 1835, 1836 och 1837. 1840. Libris 10495999. http://www.scb.se/H/Officiell%20statistik%201811-1860/Fem%c3%a5rsber%c3%a4ttelser%201817-1855/Fem%c3%a5rsber%c3%a4ttelser%20Stockholms%20l%c3%a4n%201817-1855/Befallningshavandes-femarsberattelse-1833-1837-i-03-Stockholms-lan.pdf Arkiverad 18 maj 2015 hämtat från the Wayback Machine.
- 1838, 1839, 1840, 1841 och 1842. 1844. Libris 2615697. http://www.scb.se/H/Officiell%20statistik%201811-1860/Fem%c3%a5rsber%c3%a4ttelser%201817-1855/Fem%c3%a5rsber%c3%a4ttelser%20Stockholms%20l%c3%a4n%201817-1855/Befallningshavandes-femarsberattelse-1838-1842-i-03-Stockholms-lan.pdf Arkiverad 18 maj 2015 hämtat från the Wayback Machine.
- 1843, 1844, 1845, 1846 och 1847. 1850. Libris 9892171. http://www.scb.se/H/Officiell%20statistik%201811-1860/Fem%c3%a5rsber%c3%a4ttelser%201817-1855/Fem%c3%a5rsber%c3%a4ttelser%20Stockholms%20l%c3%a4n%201817-1855/Befallningshavandes-femarsberattelse-1843-1847-i-03-Stockholms-lan.pdf Arkiverad 18 maj 2015 hämtat från the Wayback Machine.
- 1848, 1849 och 1850. 1852. Libris 9892681. http://www.scb.se/H/Officiell%20statistik%201811-1860/Fem%c3%a5rsber%c3%a4ttelser%201817-1855/Fem%c3%a5rsber%c3%a4ttelser%20Stockholms%20l%c3%a4n%201817-1855/Befallningshavandes-ambetsberattelse-1848-1850-i-03-Stockholms-lan.pdf
- 1851, 1852, 1853, 1854 och 1855. 1857. Libris 9893019. http://www.scb.se/H/Officiell%20statistik%201811-1860/Fem%c3%a5rsber%c3%a4ttelser%201817-1855/Fem%c3%a5rsber%c3%a4ttelser%20Stockholms%20l%c3%a4n%201817-1855/Befallningshavandes-femarsberattelse-1851-1855-i-03-Stockholms-lan.pdf

### Den yngre serien
- Kongl. Maj:ts befallningshafvandes femårsberättelser : Stockholms län... Bidrag till Sveriges officiela statistik. H, Kongl. Maj :ts befallningshafvandes femårsberättelser, åren ... Stockholm. 1862-1909
  -  1856-1860. 1862. Libris 12040179. http://www.scb.se/H/BISOS%201851-1917/BISOS%20H%20Fem%c3%a5rsber%c3%a4ttelser/Fem%c3%a5rsber%c3%a4ttelser%20Stockholms%20l%c3%a4n%201856-1905%20(BISOS%20H)/Befallningshavandes-femarsberattelser-H-Stockholms-lan-1856-1860.pdf Arkiverad 24 september 2015 hämtat från the Wayback Machine. - Med titeln: Landshöfdinge-embetets uti Stockholms län underdåniga berättelse...
  -  1861-1865. 1867. Libris 12050158. http://www.scb.se/H/BISOS%201851-1917/BISOS%20H%20Fem%c3%a5rsber%c3%a4ttelser/Fem%c3%a5rsber%c3%a4ttelser%20Stockholms%20l%c3%a4n%201856-1905%20(BISOS%20H)/Befallningshavandes-femarsberattelser-H-Stockholms-lan-1861-1865.pdf Arkiverad 18 maj 2015 hämtat från the Wayback Machine.
  -  1866-1870. 1872. Libris 12052187. http://www.scb.se/H/BISOS%201851-1917/BISOS%20H%20Fem%c3%a5rsber%c3%a4ttelser/Fem%c3%a5rsber%c3%a4ttelser%20Stockholms%20l%c3%a4n%201856-1905%20(BISOS%20H)/Befallningshavandes-femarsberattelser-H-Stockholms-lan-1866-1870.pdf Arkiverad 18 maj 2015 hämtat från the Wayback Machine.
  -  1871-1875. 1877. Libris 12053300. http://www.scb.se/H/BISOS%201851-1917/BISOS%20H%20Fem%c3%a5rsber%c3%a4ttelser/Fem%c3%a5rsber%c3%a4ttelser%20Stockholms%20l%c3%a4n%201856-1905%20(BISOS%20H)/Befallningshavandes-femarsberattelser-H-Stockholms-lan-1871-1875.pdf Arkiverad 18 maj 2015 hämtat från the Wayback Machine.
  -  1876-1880. 1882. Libris 12054009. http://www.scb.se/H/BISOS%201851-1917/BISOS%20H%20Fem%c3%a5rsber%c3%a4ttelser/Fem%c3%a5rsber%c3%a4ttelser%20Stockholms%20l%c3%a4n%201856-1905%20(BISOS%20H)/Befallningshavandes-femarsberattelser-H-Stockholms-lan-1876-1880.pdf Arkiverad 18 maj 2015 hämtat från the Wayback Machine.
  -  1881-1885. 1887. Libris 12062212. http://www.scb.se/H/BISOS%201851-1917/BISOS%20H%20Fem%c3%a5rsber%c3%a4ttelser/Fem%c3%a5rsber%c3%a4ttelser%20Stockholms%20l%c3%a4n%201856-1905%20(BISOS%20H)/Befallningshavandes-femarsberattelser-H-Stockholms-lan-1881-1885.pdf Arkiverad 18 maj 2015 hämtat från the Wayback Machine.
  -  1886-1890. 1892. Libris 12065490. http://www.scb.se/H/BISOS%201851-1917/BISOS%20H%20Fem%c3%a5rsber%c3%a4ttelser/Fem%c3%a5rsber%c3%a4ttelser%20Stockholms%20l%c3%a4n%201856-1905%20(BISOS%20H)/Befallningshavandes-femarsberattelser-H-Stockholms-lan-1886-1890.pdf Arkiverad 18 maj 2015 hämtat från the Wayback Machine.
  -  1891-1895. 1897. Libris 12066242. http://www.scb.se/H/BISOS%201851-1917/BISOS%20H%20Fem%c3%a5rsber%c3%a4ttelser/Fem%c3%a5rsber%c3%a4ttelser%20Stockholms%20l%c3%a4n%201856-1905%20(BISOS%20H)/Befallningshavandes-femarsberattelser-H-Stockholms-lan-1891-1895.pdf Arkiverad 18 maj 2015 hämtat från the Wayback Machine.
  -  1896-1900. 1903. Libris 12066565. http://www.scb.se/H/BISOS%201851-1917/BISOS%20H%20Fem%c3%a5rsber%c3%a4ttelser/Fem%c3%a5rsber%c3%a4ttelser%20Stockholms%20l%c3%a4n%201856-1905%20(BISOS%20H)/Befallningshavandes-femarsberattelser-H-Stockholms-lan-1896-1900.pdf Arkiverad 18 maj 2015 hämtat från the Wayback Machine.
  -  1901-1905. 1909. Libris 12070207. http://www.scb.se/H/BISOS%201851-1917/BISOS%20H%20Fem%c3%a5rsber%c3%a4ttelser/Fem%c3%a5rsber%c3%a4ttelser%20Stockholms%20l%c3%a4n%201856-1905%20(BISOS%20H)/Befallningshavandes-femarsberattelser-H-Stockholms-lan-1901-1905.pdf Arkiverad 18 maj 2015 hämtat från the Wayback Machine.